# Christian Heerfordt

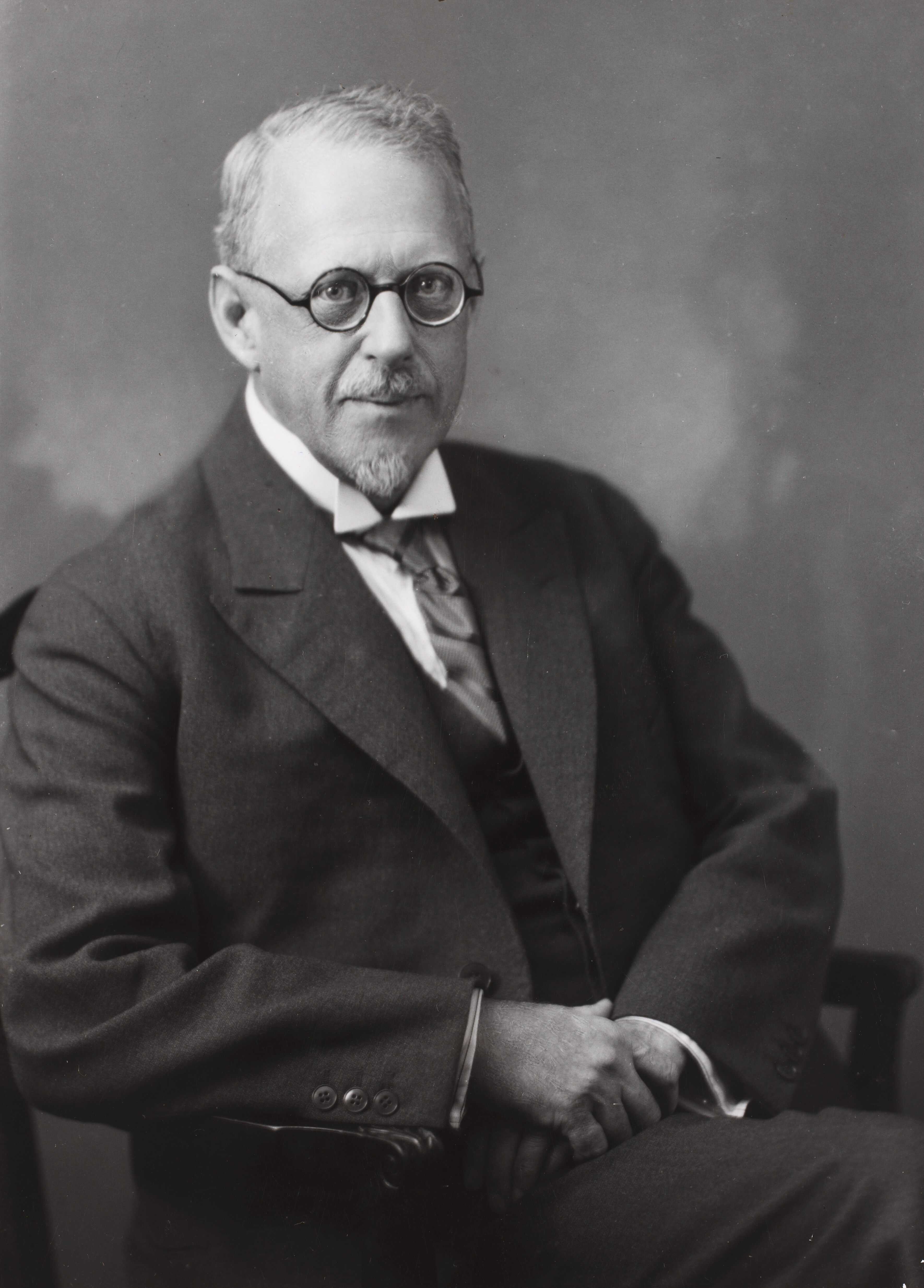
Christian Frederik Heerfordt, undatierte Fotografie von Peter Elfelt

Christian Frederik Heerfordt (* 26. Dezember 1871 in Terndrup; † 1. März 1953 in Bonn) war ein dänischer Augenarzt. Er ist Erstbeschreiber des nach ihm benannten Heerfordt-Syndroms. Unter dem Eindruck des Ersten Weltkriegs begann er sich für die verstärkte Zusammenarbeit der skandinavischen Staaten und später auch für die europäische Einigung zu engagieren.

## Leben
Heerfordt wurde als Sohn des Arztes Niels Christen Heerfordt (1840–1893) und dessen Gattin Petra Othilia Frederikke (geb. Møller, 1847–1925) in Nordjütland geboren. Er schloss 1896 das Medizinstudium ab, im Jahr 1900 wurde er promoviert. Heerfordt bildete sich in Kopenhagen und im Rahmen von Auslandsaufenthalten zum Augenarzt weiter. Er praktizierte später in Kopenhagen und Roskilde. Er war Mitbegründer und später Vorsitzender des Foreningen af Yngre Læger („Verein der jungen Ärzte“) und Vorstandsmitglied im Kopenhagener Ärzteverein. Heerfordt veröffentlichte zahlreiche Arbeiten zu augenärztlichen Themen, insbesondere zum Glaukom. 1909 veröffentlichte er die Erstbeschreibung des später nach ihm benannten Heerfordt-Syndroms. Heerfordt beschrieb drei Fälle, fälschlicherweise nahm er Mumps als Ursache an.
Unter dem Eindruck des Ersten Weltkrieges kam Heerfordts medizinische Veröffentlichungstätigkeit zum Erliegen. Er bemühte sich fortan darum, eine gemeinsame Außen- und Verteidigungspolitik der skandinavischen Länder anzustoßen. 1915 gründete er Den danske Forening for nordisk Samarbejde, eine dänische Vereinigung für nordische Zusammenarbeit. Ähnliche Vereine gab es auch in Schweden und Norwegen. Im Verlauf erweiterte Heerfordt seine Vision zugunsten eines skandinavischen Bundesstaates.
In der Zwischenkriegszeit veröffentlichte er zahlreiche Bücher und andere Schriften, die eine gesamteuropäische Einigung in föderalistischen Strukturen zum Thema hatten. Heerfordt reiste auf eigene Kosten durch Europa, traf Parlamentarier und andere Politiker. Es gelang ihm, ein kurzes Treffen mit Aristide Briand zu erhalten. Sein Hauptwerk Et nyt Europa (Ein neues Europa) ließ er in englische, französische und deutsche Sprache übersetzen. Für seine – erfolglosen – Bestrebungen wurde Heerfordt 1932 von einem norwegischen Parlamentarier für den Friedensnobelpreis nominiert.
Christian Heerfordt war ab 1905 mit Kirsten Carlsen (1883–1959) verheiratet. Das Paar hatte eine Tochter, Elisabeth (* 1918), die ab 1955 mit dem Bischof Henrik Dons Christensen (1910–1984) verheiratet war. Heerfordt starb am 1. März 1953 während eines Aufenthaltes in Deutschland in Bonn.

## Veröffentlichungen (Auswahl)
- Über eine „Febris uveo-parotidea subchronica“, an der Glandula parotis und der Uvea des Auges lokalisiert und häufig mit Paresen cerebrospinaler Nerven kompliziert. In: Graefes Archive for Clinical and Experimental Ophthalmology. Band 70, Nr. 2, 1909, S. 254–273, doi:10.1007/bf02008817.
- Et nyt Europa : Om Middel og Vej til Samarbejde og politisk Fred i vor Verdensdel : et Diskussionsgrundlag.  V. Thaning & Appels, Kopenhagen 1924.
  - Ein neues Europa : über Mittel und Wege zur Zusammenarbeit und zum politischen Frieden auf unserem Erdteil : eine Diskussionsgrundlage. Deutsche Verlags-Anstalt, Stuttgart 1926.
  - A new europe. Allan & Unwin, London 1925.
  - Une Europe nouvelle. éd. du Monde moderne, Paris 1926.
- Et nyt Europa II. Et skandinavisk Forslag om snarlig Oprettelse af de europæiske Nationers forenede Stater som Led i Nationernes Forbund med et Udkast. Kopenhagen 1926.